# Xã West Chester, Quận Butler, Ohio
Xã West Chester (tiếng Anh: West Chester Township) là một xã thuộc quận Butler, tiểu bang Ohio, Hoa Kỳ. Năm 2010, dân số của xã này là 60.958 người.